# 이지현 (1977년)
이지현(1977년 9월 30일 ~ )은 대한민국의 배우이다. 1997년 CF 모델로 데뷔했으며, 1999년 연극 《내게 거짓말을 해 봐》에 주연급으로 출연하면서 연기 활동을 시작하였다. 2000년 출연한 첫 영화 《미인》으로 주목을 받았고, 이 작품으로 그해 춘사영화예술상 새얼굴 여자연기상을 수상했다.

## 학력
- 남서울중학교
- 동일여자상업고등학교
- 서울예술대학 영화과

## 삶과 경력
이지현은 1977년 9월 30일 서울특별시에서 태어났으며, 서울예술대학을 졸업했다. 이지현은 1997년 광고 모델로 데뷔한 후 잡지 모델과 여러 광고를 통해서 간간이 활동을 하다가 1999년 장정일의 동명 원작 소설을 하재봉이 각색・연출한 연극 《내게 거짓말을 해 봐》에 오광록의 상대 배역으로 출연하며 정식 데뷔와 더불어 연기 활동을 시작했다. 또한 이듬해 이지현은 여균동 감독의 영화 《미인》에 오지호(남자 역)의 상대역이자 주연인 여자 역으로 발탁되면서 영화 무대에 데뷔하게 되었다.

## 개인 생활
이지현은 지인들 모임을 통해 만난 여덟 살 연상의 사업가와 2011년 말 캐나다에서 약혼식을 올린 것으로 언론에 전해져있다. 이지현의 약혼 소식은 2012년 8월 언론을 통해 세상에 알려졌다. 두 사람이 1년 정도 만남을 가지고 있음은 이미 2011년 9월 언론에 보도된 바 있었다. 이지현은 2013년 초 해당 사업가와 결혼했으며, 현재까지는 캐나다에서 남편을 내조하며 살고 있다고 알려져 있는 상태이다.

## 출연 작품/그 외 활동

### 영화
| 연도 | 제목               | 역할     | 비고        |
| ---- | ------------------ | -------- | ----------- |
| 2000 | 《미인》           | 여자     |             |
| 2001 | 《7인의 새벽》     | 김현희   |             |
| 2002 | 《일단 뛰어》      |          | 특별출연    |
| 2002 | 《보스 상륙 작전》 | 최리     |             |
| 2006 | 《스승의 은혜》    | 조순희   |             |
| 2010 | 《그랑프리》       | 애마부인 | 우정출연    |
| 2011 | 《링크》           | 최지수   | 2009년 제작 |

### 텔레비전

#### 드라마 (시트콤 포함)
| 연도 | 제목                                   | 역할            | 방송사    | 비고                     |
| ---- | -------------------------------------- | --------------- | --------- | ------------------------ |
| 2000 | 《그녀를 보라》                        | 지니            | SBS       | 멀티캐스팅 드라마        |
| 2001 | 《순자》                               | 김순자          | SBS       |                          |
| 2002 | 《사랑을 예약하세요》                  | 서혜진          | MBC       |                          |
| 2002 | 《여고시절》                           | 봉순자          | SBS       | 23회 카메오              |
| 2005 | 《드라마시티 - 왕대박 황말불》         | 황말불          | KBS2      | 단막극                   |
| 2006 | 《드라마시티 - 날 미치게 하는 여자》   | 낸시 정(목순정) | KBS2      | 단막극                   |
| 2007 | 《인어이야기》                         | 손미나          | tvN       | 4부작, 2006년에 사전제작 |
| 2008 | 《성 발렌타인》                        | 고정우          | OCN       | TV 영화                  |
| 2008 | 《도시괴담 데자뷰 3 - 제5화 〈악몽〉》 | 김수정          | 수퍼 액션 |                          |
| 2008 | 《전설의 고향 - 제8화 〈환향녀〉》     | 허씨            | KBS2      |                          |

#### 예능
| 연도 | 제목                       | 방송사 | 회차           | 비고                                     |
| ---- | -------------------------- | ------ | -------------- | ---------------------------------------- |
| 2003 | 《보야르 원정대》          | SBS    | 2회, 8회, 10회 | 8월 3일, 9월 14일, 9월 28일              |
| 2003 | 《이문세의 사이언스 파크》 | SBS    |                |                                          |
| 2003 | 《뷰티풀 선데이》          | SBS    | 67 ~ 69회      | 12월 7일, 12월 14일, 12월 21일           |
| 2004 | 《질풍노도 라이벌》        | MBC    | 1회, 2회       | 5월 15일, 5월 22일                       |
| 2006 | 《유재석 김원희의 놀러와》 | MBC    | 105회, 106회   | 서영희, 김성주, 찰스, 김종민과 함께 출연 |
| 2010 | 《순위 정하는 여자》       | QTV    | 31 ~ 34회      | 7월 8일, 7월 15일, 7월 22일, 7월 29일    |

### 연극
- 1999년 《내게 거짓말을 해 봐》
- 2004년, 2005년 《관객모독》[15]
- 2009년 ~ 2010년 《침팬지 인간보고서》 - 카르멘 역

### 뮤지컬
- 2004년 《고고비치》 - 베이비 역
- 2010년 ~ 2011년 《플라이 보이》

### 뮤직비디오
| 연도 | 가수명 | 곡명                   |
| ---- | ------ | ---------------------- |
| 2000 | 얀     | 〈After〉              |
| 2001 | 한경일 | 〈한 사람을 사랑했네〉 |

## 수상 및 후보
| 연도 | 시상식               | 부문              | 작품     | 결과 | 출처                            |
| ---- | -------------------- | ----------------- | -------- | ---- | ------------------------------- |
| 2000 | 제8회 춘사영화예술상 | 새얼굴 여자연기상 | 《미인》 | 수상 |                                 |
| 2000 | 제21회 청룡영화상    | 신인여우상        | 《미인》 | 후보 | 보관됨 2017-10-12 - 웨이백 머신 |
| 2001 | 제38회 대종상영화제  | 신인여우상        | 《미인》 | 후보 |                                 |
| 2001 | SBS 연기대상         | 뉴스타상          | 《순자》 | 수상 |                                 |